# Libro di famiglia
Un libro di famiglia era un quaderno finalizzato alla registrazione economica e dei salienti fatti di vita privata, diffuso principalmente tra la fine del Duecento e il Cinquecento. L'Archivio di Stato di Firenze conserva una ricca raccolta dei libri di famiglia delle principali casate fiorentine.
Nel ceto mercantile i libri di famiglia contenevano minute annotazioni delle attività commerciali e finanziarie, nelle famiglie nobiliari vi era maggiore attenzione alle genealogia. Su questa tradizione Leon Battista Alberti, che pure aveva pubblicato un'opera dal titolo I libri della famiglia, sostiene la necessità che i veri libri di famiglia rimangano segreti persino alla moglie di chi li scrive.
L'introduzione e la diffusione dei primi almanacchi, e la registrazione dei nuovi nati presso le parrocchie locali, fece sì che il libro di famiglia perdesse progressivamente la sua funzione e ragion d'essere.